# Neptungrotte (Arnstadt)

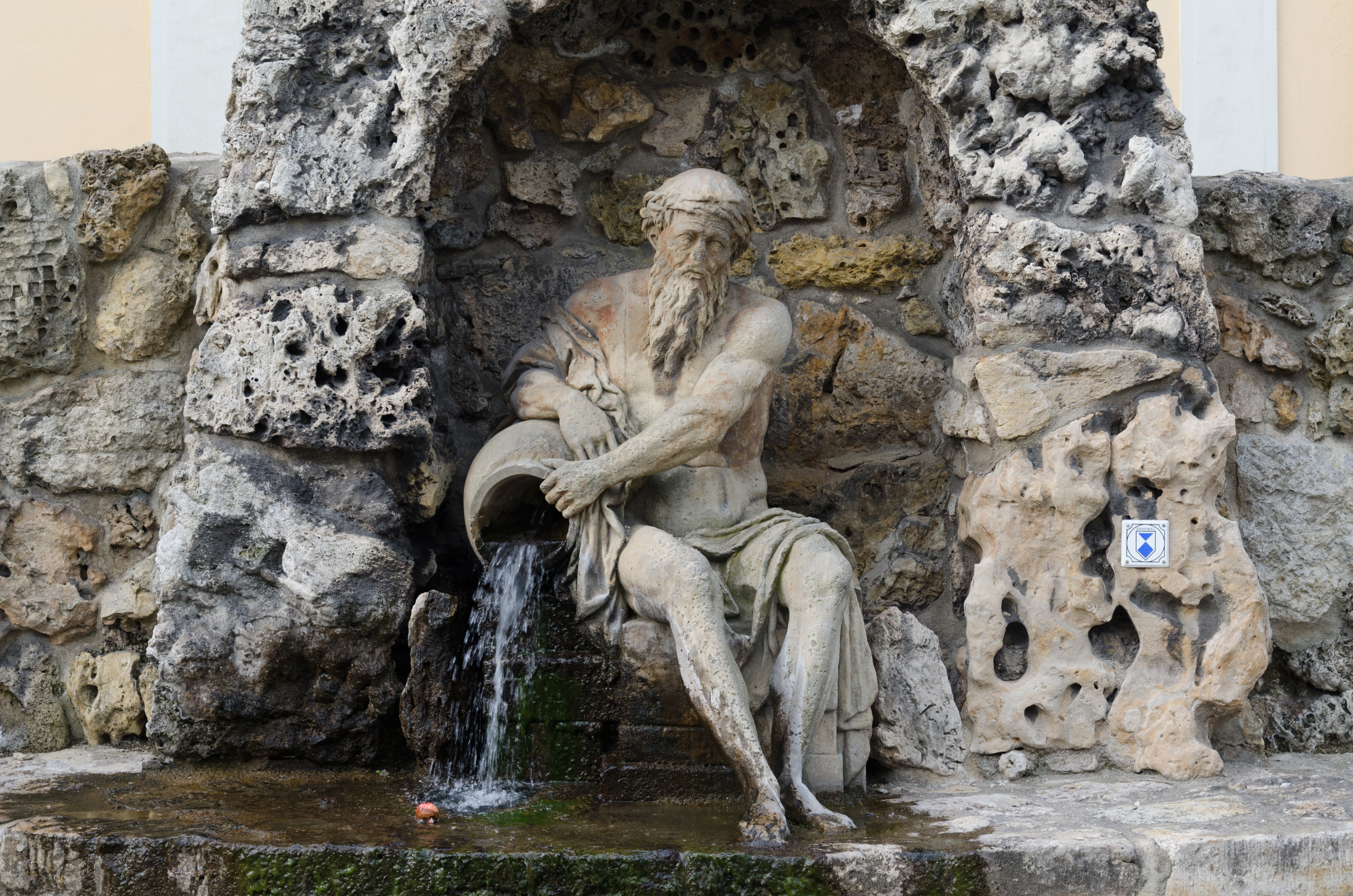
Meils Neptunstatue

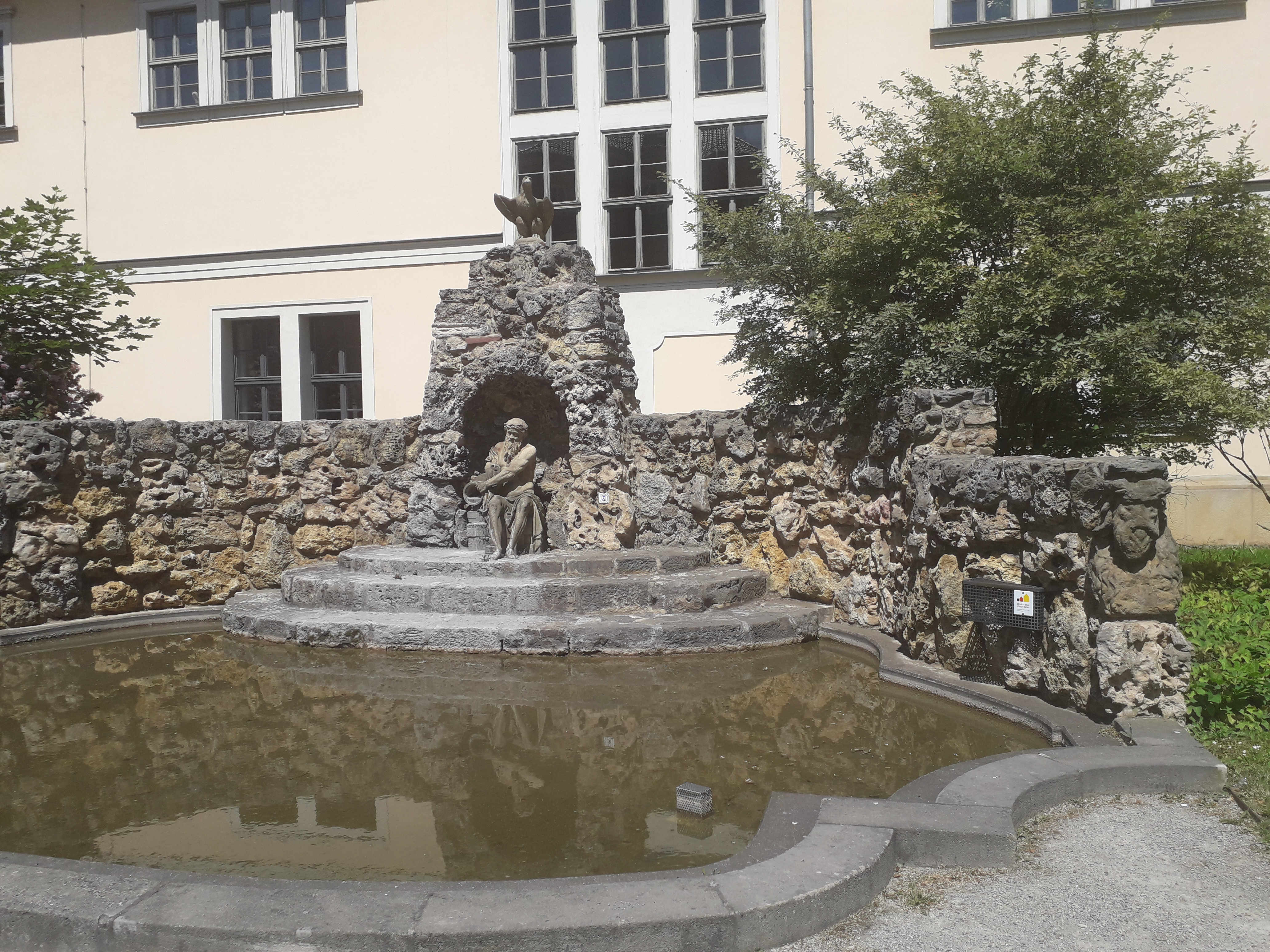
Neptungrotte mit Brunnen

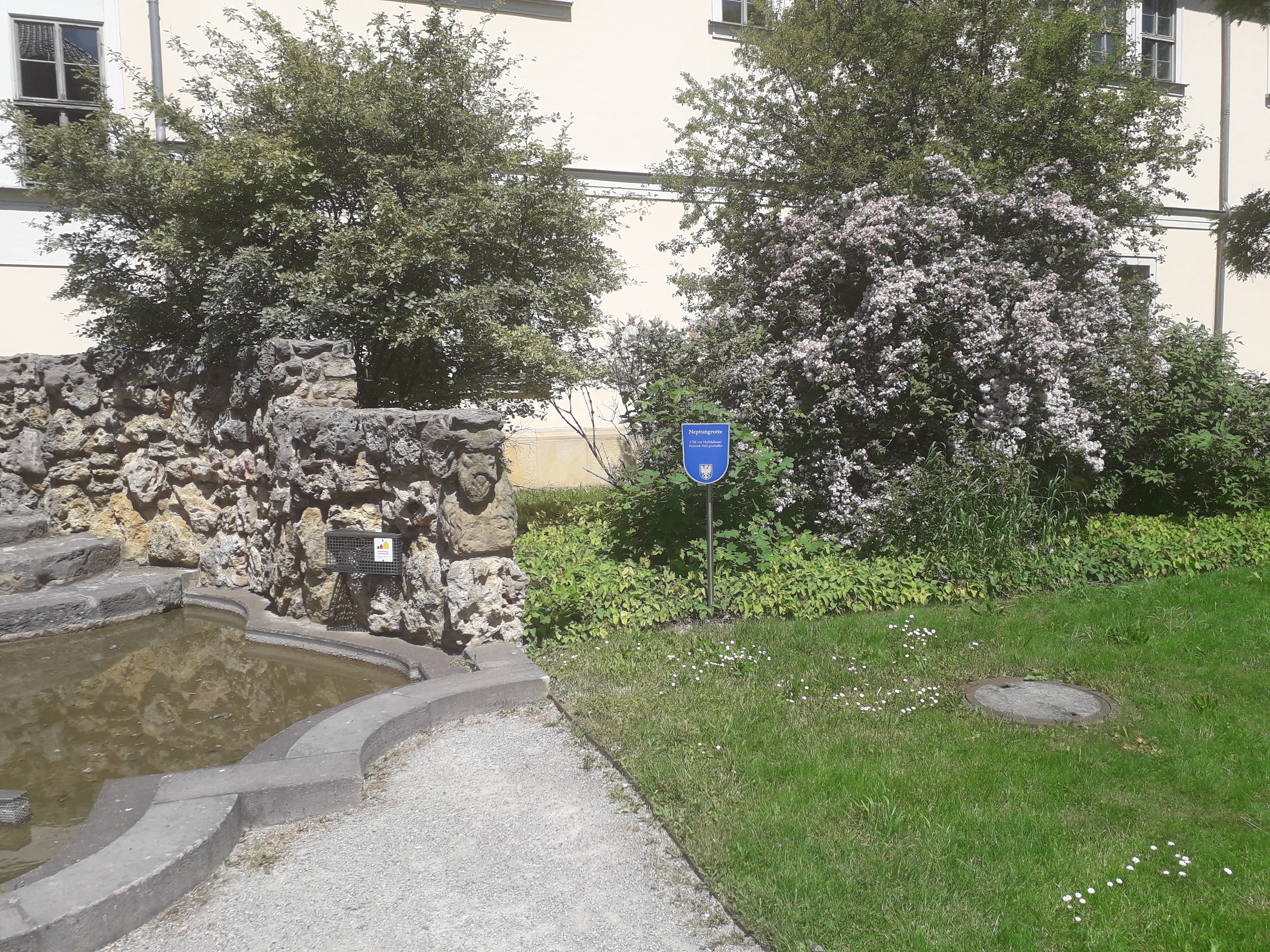
Schild mit einer Kurzbeschreibung der Neptungrotte

Die Neptungrotte in der Ritterstraße von Arnstadt wurde vom Hofbildhauer Heinrich Christoph Meil geschaffen; der ursprüngliche Standort (1736) der Grotte war gegenüber dem Hauptportal des Neuen Palais in Richtung der Fürstlichen Domäne (später Neideck-Gymnasium). Dies weist ein kleines dort befindliches Schild aus. Es ist eine barocke Brunnenanlage. Auch der Rand des Brunnenbeckens weist auf die barocke Formensprache hin. Der Neptunbrunnen steht seit 1910 vor dem Landratsamt, der ehemaligen Vorburg zum Schloss Neideck.
In der aus Bruchstein dargestellten Grotte über einer dreistufigen Treppe sitzt der römische Meeresgott Neptun, eine Kanne ausgießend. Es ist zugleich eine Röhrenbrunnenanlage. Die Grotte wird durch einen Adler bekrönt. Der Adler wiederum ist Attribut des Göttervaters Jupiter. Sein angestammtes Attribut, den Dreizack weist der hier dargestellte Meeresgott nicht auf. Das Material ist Seeberger Sandstein.
Eine (andere?) Neptunskulptur von Meil (1719) zierte übrigens einst auch den Brunnen vor der Oberkirche.
Die Neptungrotte steht unter Denkmalschutz und ist verzeichnet auf der Liste der Kulturdenkmale in Arnstadt.